# Agapanthia nitidipennis
Agapanthia nitidipennis là một loài bọ cánh cứng trong họ Cerambycidae.